# Trittico d'autunno
Il Trittico d'autunno è, nel ciclismo su strada maschile, un gruppo di tre gare in linea (o classiche) che si disputano in autunno nell'Italia settentrionale: la Milano-Torino, il Gran Piemonte e il Giro di Lombardia.
Le tre corse vengono solitamente disputate nel giro di una settimana al massimo, nel periodo tra metà settembre e metà ottobre. Le tre gare, benché ora organizzate tutte da RCS Sport, sono un trio nel loro complesso non riconosciuto ufficialmente, a differenza ad esempio del Trittico Lombardo che precede di poco tempo queste classiche, al termine del quale viene solitamente consegnato un premio al corridore che ha ottenuto i risultati migliori nelle tre gare della manifestazione.

## Storia
La classica più antica del trittico, la Milano-Torino, si svolge dal 1876, ma solo dal 1913 è stata riproposta con continuità. Dal 1905 e dal 1906 si svolgono invece rispettivamente il Giro di Lombardia e il Giro del Piemonte, dal 2009 noto come Gran Piemonte. Il Trittico di gare non ha comunque avuto sempre collocazione completamente autunnale: se il Giro di Lombardia è sempre stato gara di fine stagione, correndosi in ottobre o novembre, fino al 1974 la Milano-Torino si è svolta ad aprile o a inizio marzo, un'evenienza quest'ultima ripetutasi anche dal 1982 al 1985 e dal 2005 al 2007; il Giro del Piemonte, inoltre, ha avuto una collocazione variabile in calendario fino al 1970 compreso, svolgendosi di volta in volta in un periodo diverso dell'anno (tre volte anche come gara a tappe), e solo dal 1971 si corre tra settembre e ottobre.
Nel corso della storia soltanto quattro corridori sono riusciti ad aggiudicarsi tutte e tre le classiche: Giovanni Gerbi, Costante Girardengo, Gaetano Belloni, e Roger De Vlaeminck, e soltanto Girardengo le vinse tutte e tre nello stesso anno, nel 1919 (quando però la Milano-Torino si svolse in aprile e il Giro del Piemonte in maggio). Tra i più titolati nelle tre gare rientrano campioni come Gino Bartali, Fiorenzo Magni, Franco Bitossi, Gianni Motta, Felice Gimondi, Eddy Merckx, Francesco Moser, Gianbattista Baronchelli e Philippe Gilbert.

## Elenco dei vincitori
| Anno | Milano-Torino                                              | Gran Piemonte                                              | Giro di Lombardia |
| ---- | ---------------------------------------------------------- | ---------------------------------------------------------- | ----------------- |
| 1987 | Phil Anderson                                              | Adrie van der Poel                                         | Moreno Argentin   |
| 1988 | Rolf Gölz                                                  | Rolf Gölz                                                  | Charly Mottet     |
| 1989 | Rolf Gölz                                                  | Claudio Chiappucci                                         | Tony Rominger     |
| 1990 | Mauro Gianetti                                             | Franco Ballerini                                           | Gilles Delion     |
| 1991 | Davide Cassani                                             | Džamolidin Abdužaparov                                     | Sean Kelly        |
| 1992 | Gianni Bugno                                               | Erik Breukink                                              | Tony Rominger     |
| 1993 | Rolf Sørensen                                              | Beat Zberg                                                 | Pascal Richard    |
| 1994 | Francesco Casagrande                                       | Nicola Miceli                                              | Vladislav Bobrik  |
| 1995 | Daniele Nardello                                           | Claudio Chiappucci                                         | Gianni Faresin    |
| 1996 | Stefano Zanini                                             | Richard Virenque                                           | Andrea Tafi       |
| 1997 | Laurent Jalabert                                           | Gianluca Bortolami                                         | Laurent Jalabert  |
| 1998 | Niki Aebersold                                             | Marco Serpellini                                           | Oscar Camenzind   |
| 1999 | Markus Zberg                                               | Andrea Tafi                                                | Mirko Celestino   |
| 2000 | non disputati a causa dell'alluvione del Piemonte del 2000 | non disputati a causa dell'alluvione del Piemonte del 2000 | Raimondas Rumšas  |
| 2001 | Mirko Celestino                                            | Nico Mattan                                                | Danilo Di Luca    |
| 2002 | Michele Bartoli                                            | Luca Paolini                                               | Michele Bartoli   |
| 2003 | Mirko Celestino                                            | Alessandro Bertolini                                       | Michele Bartoli   |
| 2004 | Marcos Serrano                                             | Allan Davis                                                | Damiano Cunego    |
| 2005 | Fabio Sacchi                                               | Murilo Fischer                                             | Paolo Bettini     |
| 2006 | Igor Astarloa                                              | Daniele Bennati                                            | Paolo Bettini     |
| 2007 | Danilo Di Luca                                             | -                                                          | Damiano Cunego    |
| 2008 | -                                                          | Daniele Bennati                                            | Damiano Cunego    |
| 2009 | -                                                          | Philippe Gilbert                                           | Philippe Gilbert  |
| 2010 | -                                                          | Philippe Gilbert                                           | Philippe Gilbert  |
| 2011 | -                                                          | Daniel Moreno                                              | Oliver Zaugg      |
| 2012 | Alberto Contador                                           | Rigoberto Urán                                             | Joaquim Rodríguez |
| 2013 | Diego Ulissi                                               | -                                                          | Joaquim Rodríguez |
| 2014 | Giampaolo Caruso                                           | -                                                          | Daniel Martin     |
| 2015 | Diego Rosa                                                 | Jan Bakelants                                              | Vincenzo Nibali   |
| 2016 | Miguel Ángel López                                         | Giacomo Nizzolo                                            | Esteban Chaves    |
| 2017 | Rigoberto Urán                                             | Fabio Aru                                                  | Vincenzo Nibali   |
| 2018 | Thibaut Pinot                                              | Sonny Colbrelli                                            | Thibaut Pinot     |
| 2019 | Michael Woods                                              | Egan Bernal                                                | Bauke Mollema     |
| 2020 | Arnaud Démare                                              | George Bennett                                             | Jakob Fuglsang    |
| 2021 | Primož Roglič                                              | Matthew Walls                                              | Tadej Pogačar     |